# Bisaltes unicolor
Bisaltes unicolor là một loài bọ cánh cứng trong họ Cerambycidae.